# Чернігівка (аеродром)
Чернігівка — військовий аеродром в Приморському краї, розташований неподалік від села Чернігівка.
На базі дислокуються: 18-й гвардійський Червонопрапорний десантно-штурмовий авіаційний полк (ШАП) 303-ї змішаної авіаційної дивізії 11-ї армії ВПС і ППО, який використовує літаки Су-25СМ, а також 319-й окремий вертолітний полк (ОВП), який використовує вертольоти Ка-52 і Мі-8АМТШ.

## Історія

### 18-й винищувальний авіаполк
В 1943—1944 частиною 18-го полку була легендарна французька ескадрилья, яка потім переросла в полк «Нормандія-Німан» (його частини переформовувались, і деякий час називались 18-им ГвВАП).
18-й винищувальний авіаполк, який у 2009 році був розформований, був заново сформований 1 грудня 2013 року на аеродромі Чернігівка і пізніше використаний у війні проти України.

### 319-й окремий вертолітний полк
319-й окремий вертолітний полк був сформований на аеродромі Чернігівка в 1960 році. З 13 березня 1980 і до 15 квітня 1989 полк бере участь в радянському вторгненні у Афганістан. Починаючи з 2011 полк починає отримувати нові вертольоти Ка-52.

### Російсько-українська війна
18-й полк був розгорнутий на Лунінецькій авіабазі в Білорусі під час російського вторгнення в Україну у 2022 році.
Журналістське розслідування в Україні встановило, що вертольотом Ка-52, який ЗСУ збили 24 лютого 2022 під Гостомелем, в перший день боїв за Гостомельський аеропорт керував командир ескадрильї 319-го окремого вертолітного полку з авіабази Чернігівка Айрат Сафаргалієв.
За повідомленням офіційних російських ЗМІ, саме екіпаж з 319-го ОВП вперше в історії здійснив катапультування в бойових умовах з підбитого вертольота Ка-52. Це вдалось екіпажу у складі майора Романа Кобця та капітана Івана Болдирєва в середині березня 2022, коли Ка-52 був збитий вогнем із землі силами ЗСУ.
9 серпня 2023 Максим Кузьмінов, пілот Мі-8 з 319-го ОВП перелетів в Україну з метою здачі.

## Катастрофи та інциденти
- 30 березня 2016 року в районі аеродрому під час заходу на посадку розбився штурмовик Су-25, який виконував навчальний політ. Пілоту вдалось катапультуватись[12][13].